# El Kseur
El Kseur là một đô thị thuộc tỉnh Béjaïa, Algérie. Dân số thời điểm năm 2002 là 26.886 người.